# Тугрег (Уверхангай)

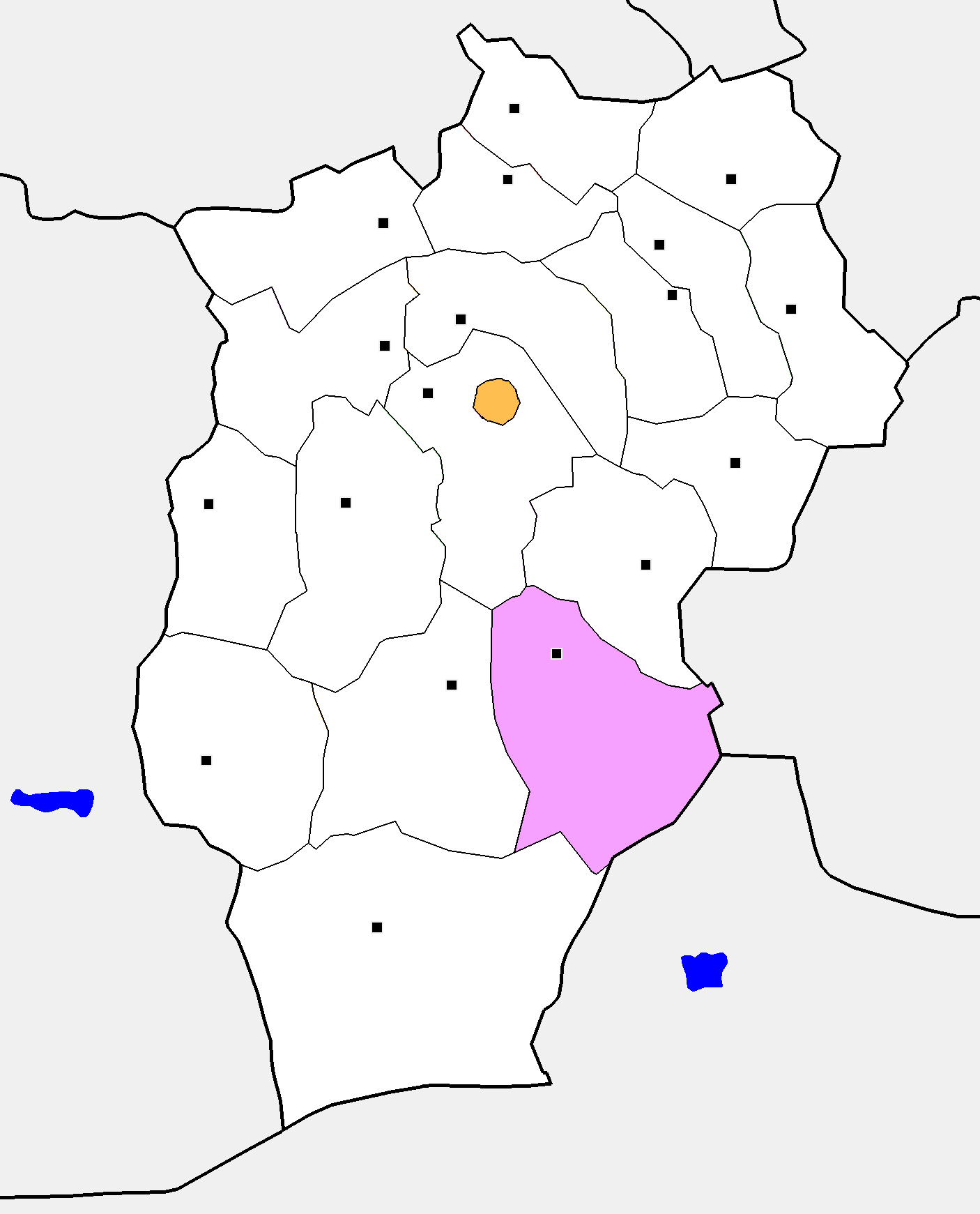
Сомон Тугрег Уверхангайского аймака

Тугрег (монг. Төгрөг) — сомон аймака Уверхангай в Монголии, с центром в поселке Хоолт в 95 км от столицы аймака города Арвайхээрa. Население  4,5  тысяча человек. Возник в 1929 году. Расположен на расстоянии 464 км от Улан-Батора.

## Описание

### Рельеф
На территории сомона находятся:
1. Мазар,
2. Могой.

### Климат
Климат резко континентальный. Средняя температура января -20°С, июля +20°С. В год в среднем выпадает 200 мм осадков.

### Фауна и флора
Растительность степная. На территории сомона водятся  лисы, корсаки, зайцы и манулы.

### Хозяйство и культура
В сомоне имеется школа, больница, культурный и работают туристические базы. Обнаружены проявления месторождений каменного угля.

## Известные уроженцы
- Лувсанцэрэнгийн Аюуш (1922-1945) — Герой Монгольской Народной Республики (1945).